# Snowboard agli VIII Giochi asiatici invernali - Slalom maschile
La gara dello slalom maschile si è svolta il 20 febbraio 2017 alla Bankei Ski Area di Sapporo in Giappone.

## Risultati
| Rank | Atleta                | Run 1   | Run 2   | Tempo   |
| ---- | --------------------- | ------- | ------- | ------- |
| 1    | Lee Sang-ho           | 39.80   | 36.29   | 1:16.09 |
| 2    | Yuya Suzuki           | 40.70   | 36.10   | 1:16.80 |
| 3    | Kim Sang-kyum         | 41.67   | 35.75   | 1:17.42 |
| 4    | Choi Bo-gun           | 41.27   | 36.70   | 1:17.97 |
| 5    | Zhang Xuan            | 42.39   | 36.14   | 1:18.53 |
| 6    | Bi Ye                 | 40.48   | 39.08   | 1:19.56 |
| 7    | Ji Myung-kon          | 43.39   | 36.63   | 1:20.02 |
| 8    | Sun Huan              | 43.84   | 36.80   | 1:20.64 |
| 9    | Christian De Oliveira | 44.06   | 37.09   | 1:21.15 |
| 10   | Wu Pengtao            | 43.65   | 38.42   | 1:22.07 |
| 11   | Ryan Espiritu         | 44.65   | 37.95   | 1:22.60 |
| 12   | Hossein Kalhor        | 45.48   | 38.56   | 1:24.04 |
| 13   | Vladislav Zuyev       | 48.93   | 40.32   | 1:29.25 |
| 14   | Rollan Sadykov        | 49.12   | 41.58   | 1:30.70 |
| 15   | Nicholas Masjuk       | 51.80   | 42.66   | 1:34.46 |
| 16   | Nafez Tauk            | 1:02.00 | 51.46   | 1:53.46 |
| 17   | Avtar Singh           | 1:04.71 | 52.84   | 1:57.55 |
| 18   | Trịnh Đình Thời       | 2:33.57 | 2:24.75 | 4:58.32 |
| —    | Hossein Seid          | 48.58   | DNF     | DNF     |
| —    | Shinnosuke Kamino     | 41.67   | DSQ     | DSQ     |
| —    | Takumi Miyazawa       | 43.10   | DSQ     | DSQ     |
| —    | Hassan Kalhor         | 47.47   | DSQ     | DSQ     |
| —    | Hossein Kalhor        | DNF     |         | DNF     |
| —    | Nguyễn Thái Bình      | DNF     |         | DNF     |